# Billal Brahimi
Billal Brahimi (Parigi, 14 marzo 2000) è un calciatore francese naturalizzato algerino, attaccante del Sint-Truiden in prestito dal Nizza.

## Carriera
Cresciuto nel settore giovanile del Middlesbrough, debutta in prima squadra il 28 agosto 2018 in occasione dell'incontro di League Cup vinto 2-1 contro il Rochdale.
Impiegato principalmente con la formazione Under-23, al termine della stagione 2018-2019 rifiuta di prolungare il proprio contratto esprimendo la volontà di tornare in patria. il 25 luglio 2019 passa a titolo definitivo allo Stade Reims che lo aggrega alla propria squadra riserve.
Al termine della stagione rinnova il proprio contratto e viene prestato al Le Havre; con il club giallorosso gioca una stagione da protagonista con 12 reti e 10 assist in 34 partite di Championnat National.
Rientrato allo Stade Reims, l'8 settembre 2021 viene acquistato a titolo definitivo dall'Angers. Debutta in Ligue 1 il 22 settembre nel match pareggiato 0-0 contro l'Olympique Marsiglia.
Il 28 gennaio 2022 viene acquistato dal Nizza.

## Statistiche
Statistiche aggiornate al 16 febbraio 2025.

### Presenze e reti nei club
| Stagione        | Squadra         | Campionato      | Campionato | Campionato | Coppe nazionali | Coppe nazionali | Coppe nazionali | Coppe continentali | Coppe continentali | Coppe continentali | Altre coppe | Altre coppe | Altre coppe | Totale | Totale | Totale |
| Stagione        | Squadra         | Comp            | Pres       | Reti       | Comp            | Pres            | Reti            | Comp               | Pres               | Reti               | Comp        | Pres        | Reti        | Pres   | Reti   |        |
| --------------- | --------------- | --------------- | ---------- | ---------- | --------------- | --------------- | --------------- | ------------------ | ------------------ | ------------------ | ----------- | ----------- | ----------- | ------ | ------ | ------ |
| 2018-2019       | Middlesbrough   | FLC             | 0          | 0          | FACup+CdL       | 0+1             | 0               |                    | -                  | -                  |             | -           | -           | 1      | 0      |        |
| 2019-2020       | Stade Reims 2   | N2              | 20         | 5          |                 | -               | -               |                    | -                  | -                  |             | -           | -           | 20     | 5      |        |
| 2020-2021       | Le Mans         | N               | 34         | 12         | CF              | 0               | 0               |                    | -                  | -                  |             | -           | -           | 34     | 12     |        |
| 2021-2022       | Angers 2        | N2              | 1          | 0          |                 | -               | -               |                    | -                  | -                  |             | -           | -           | 1      | 0      |        |
| 2021-gen. 2022  | Angers          | L1              | 9          | 0          | CF              | 0               | 0               |                    | -                  | -                  |             | -           | -           | 9      | 0      |        |
| gen.-giu. 2022  | Nizza           | L1              | 11         | 0          | CF              | 4               | 0               |                    | -                  | -                  |             | -           | -           | 15     | 0      |        |
| 2022-2023       | Nizza           | L1              | 26         | 3          | CF              | 1               | 0               | UECL               | 10                 | 2                  |             | -           | -           | 37     | 5      |        |
| ago.2023        | Nizza           | L1              | 2          | 0          | CF              | -               | -               |                    | -                  | -                  |             | -           | -           | 2      | 0      |        |
| set.2023-2024   | Brest           | L1              | 18         | 0          | CF              | 2               | 0               |                    | -                  | -                  |             | -           | -           | 20     | 0      |        |
| ago. 2024       | Nizza           | L1              | 2          | 0          | CF              | -               | -               | UEL                | -                  | -                  |             | -           | -           | 2      | 0      |        |
| Totale Nizza    | Totale Nizza    | Totale Nizza    | 41         | 3          |                 | 5               | 0               |                    | 10                 | 2                  |             | -           | -           | 56     | 5      |        |
| set. 2024-2025  | Sint-Truiden    | PL              | 17         | 1          | CB              | 1               | 0               |                    | -                  | -                  |             | -           | -           | 18     | 1      |        |
| Totale carriera | Totale carriera | Totale carriera | 140        | 21         |                 | 9               | 0               |                    | 10                 | 2                  |             | -           | -           | 159    | 23     |        |